# Bourne Park House
Bourne Park House est une maison de campagne de style Queen Anne sur Bourne Park Road, entre Bishopsbourne et Bridge près de Canterbury dans le Kent. Construite en 1701, elle est classée Grade I sur la liste du patrimoine national d'Angleterre depuis 1954. Une glacière en briques rouges du XVIIIe siècle et un pont qui enjambe le Nailbourne qui alimente le lac dans le parc de Bourne Park sont tous deux classés Grade II.
Initialement connue sous le nom de Bourne Place, la maison actuelle est commandée par Elizabeth Aucher, la veuve de Sir Anthony Aucher. Construite à la place d'un bâtiment existant appartenant à la famille Bourne, c'est un grand manoir rectangulaire en briques rouges de deux étages avec grenier et sous-sol et un toit en tuiles en croupe. Il y a une façade de 13 travées, dont la saillie centrale de 5 travées surmontée d'un fronton contenant une fenêtre vénitienne. L'intérieur, remanié en 1848, contient un bon escalier, des lambris et des plafonds du XVIIIe siècle.
La maison est entourée d'un parc dont tous sauf les 3,6 hectares adjacents (9 acres) sont maintenant détenus séparément. Les caractéristiques notables des jardins sont l'avenue des tilleuls du XVIIIe siècle, la promenade des ifs et de beaux exemples de Wellingtonia et de chêne-liège. Certains arbres ont été perdus lors de la tempête d'octobre 1987. Il y a aussi un terrain de cricket privé, connu historiquement sous le nom de Bourne Paddock.
Bourne Park est un site de recherche archéologique en cours par l'Université de Cambridge. Plusieurs rapports ont été publiés pour décrire les découvertes qui incluent à la fois des caractéristiques archéologiques et des artefacts. La preuve suggère l'utilisation de la zone datant de l'âge du bronze. Le premier artefact découvert est une pièce en argent de l'âge du fer et de nombreuses découvertes sont associées à la Grande-Bretagne romaine.

## Histoire

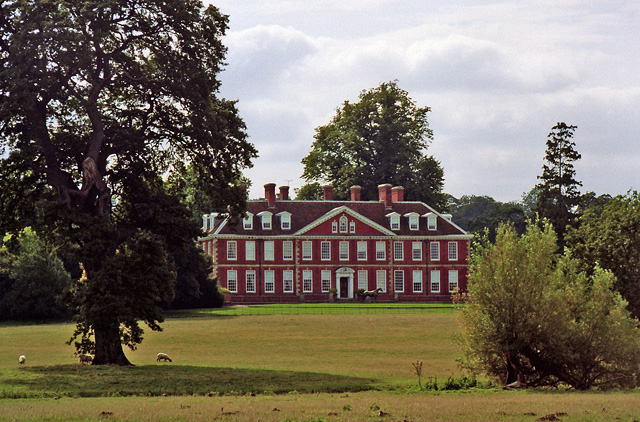
Bourne Park House

Lady Aucher construit et entretient la maison pendant la minorité de son fils unique, Sir Hewitt Aucher, la lui transmettant en 1708. Il le laisse à sa sœur aînée, et elle passe par mariage à la famille Beckingham. Après avoir passé la nuit dans la ville voisine de Cantorbéry, Leopold Mozart, sa femme Anna Maria et leurs enfants Maria Anna et Wolfgang Amadeus, passent la dernière semaine de juillet 1765 dans la maison dans le cadre de l'étape anglaise de leur grande tournée européenne avant leur départ pour la Haye. Les Mozart rendent visite à Sir Horatio Mann qui a loué la maison. Mann est un joueur de cricket passionné et un certain nombre de matchs de cricket de haut niveau ont lieu entre 1766 et 1790 au terrain Bourne Paddock qu'il a construit dans le parc. En 1844, elle est vendue à Matthew Bell (1817-1903), en 1927 au major Sir John Prestige.
Le poète et critique d'architecture John Betjeman classe Bourne Park comme l'une des «listes des victimes des bâtiments anglais attrayants à détruire» dans sa chronique «City and Suburban» dans The Spectator en février 1956. Un article de 1965 dans Country Life décrit le domaine comme possédant 57 acres et note les importantes rénovations de Prestige, mais déclare que la maison a été "inoccupée ces dernières années et doit maintenant être restaurée et modernisée". Elle est vendue dans les années 1960 à Richard Neame qui vend la maison à une communauté monastique en 1976. Elle est ensuite vendue vers 1982 à Lady Juliet Wentworth-Fitzwilliam, alors épouse de Somerset de Chair, député et maintenant de Christopher Tadgell.
La maison abrite la collection Fitzwilliam, une remarquable collection d'art privée dont Lady Juliet a hérité en tant que descendante des comtes Fitzwilliam. La collection était autrefois hébergée à Wentworth Woodhouse, le siège de campagne traditionnel du Fitzwilliam dans le sud du Yorkshire. La collection n'est pas exposée au public et les pièces sont rarement prêtées aux collections publiques. Parmi la collection figurent des portraits d'Antoine van Dyck et de Joshua Reynolds et des œuvres de l'artiste équin George Stubbs. La collection comprend également un exemplaire de la monographie de Jean-Jacques Audubon, Les Oiseaux d'Amérique. La fille de Lady Juliet, Helena (née de Chair) est mariée à l'homme politique conservateur Jacob Rees-Mogg.